# Comenius-Gymnasium Düsseldorf
Das Comenius-Gymnasium Düsseldorf ist ein städtisches Gymnasium im Düsseldorfer Stadtteil Oberkassel. Die Schule ist eines der Düsseldorfer Sport-Gymnasien. Namensgeber ist der Philosoph, Pädagoge und evangelische Theologe Johann Amos Comenius. Einer von dessen pädagogischen Leitsätzen „omnes omnia omnino“ (allen alles allseitig) ist auch der Leitspruch des Gymnasiums, noch heute am Erweiterungsbau des bis 1972 genutzten Altbaus als Sinnspruch auf der Fassade zu sehen.

## Geschichte

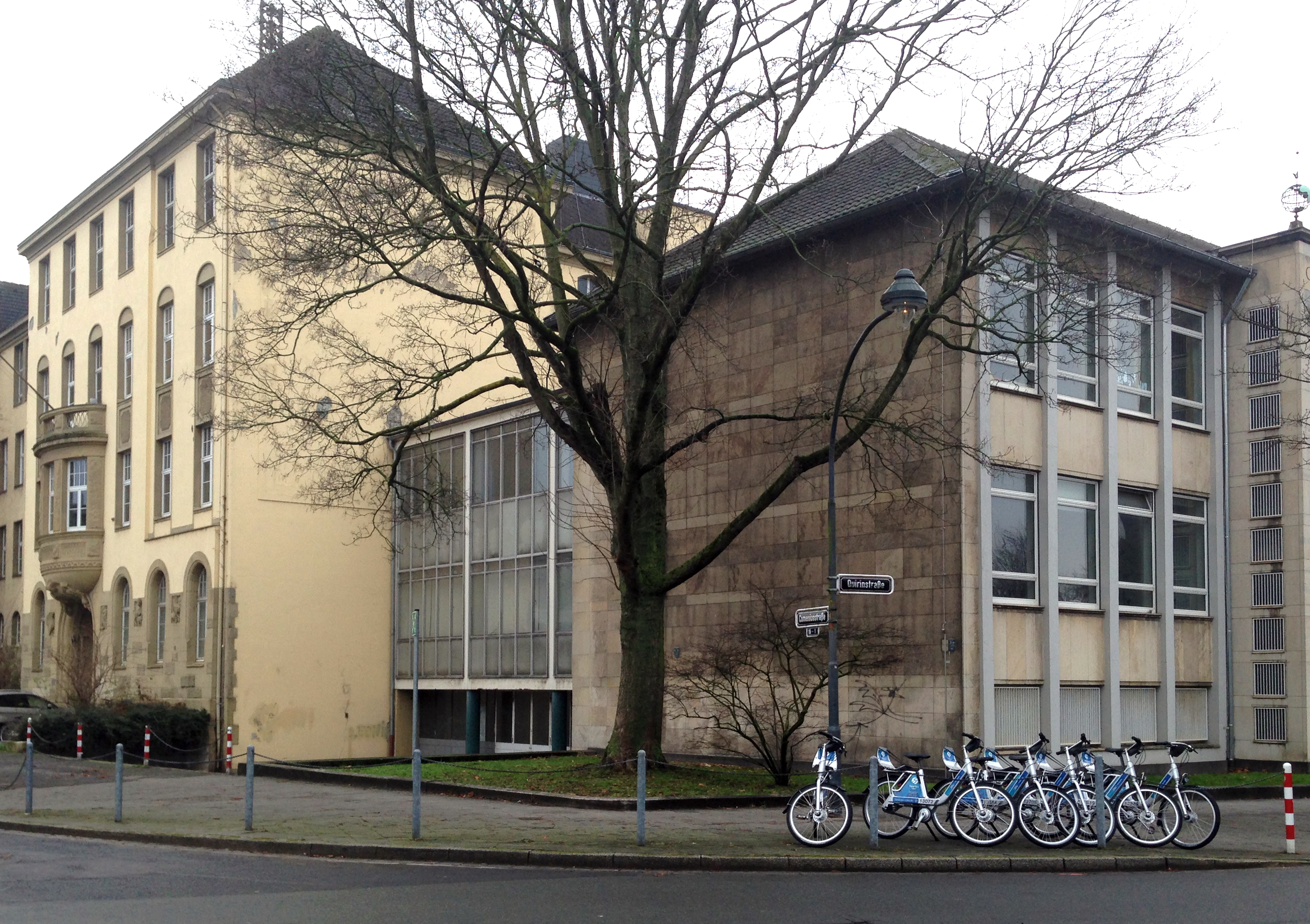
Altbau des Comenius-Gymnasiums, erbaut 1912, mit Erweiterungsbau von 1954, in Betrieb bis 1972

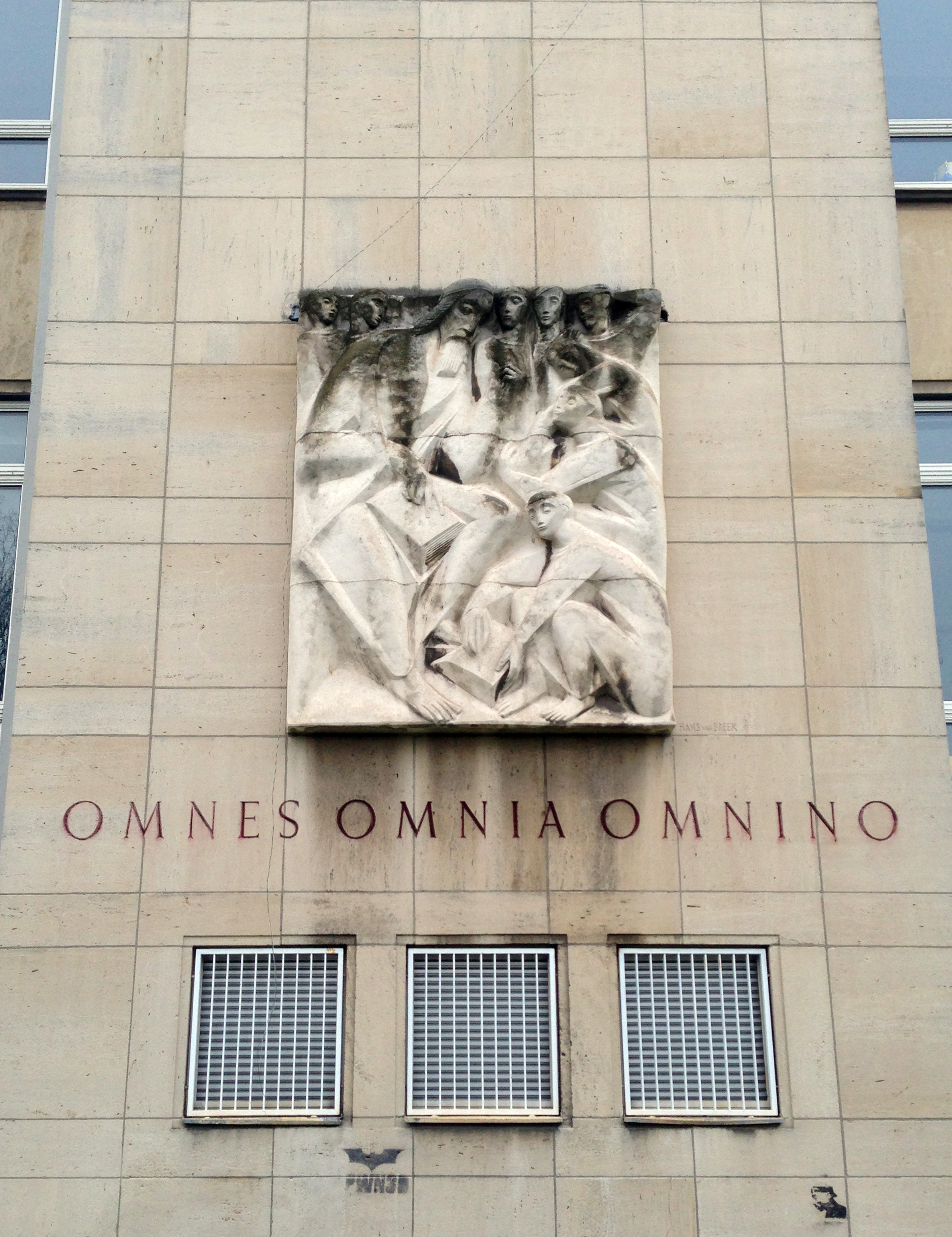
Comenius-Relief von Hans Breker am Erweiterungsbau des Altbaus von 1954, mit dem Motto von Johann Amos Comenius

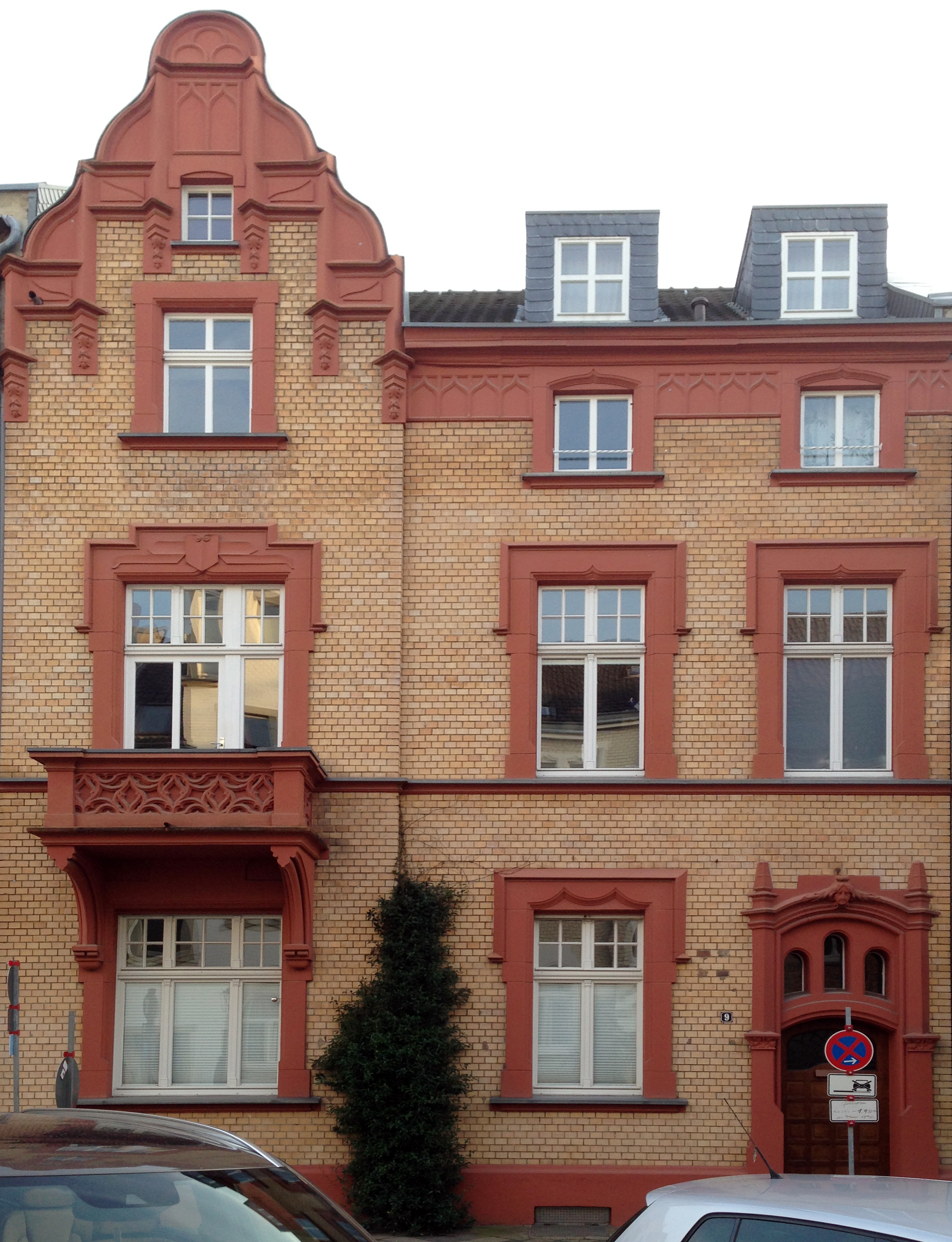
Sonderburgstraße 9, damals Roonstraße, erstes Gebäude des späteren Comenius-Gymnasiums von 1908 bis 1912

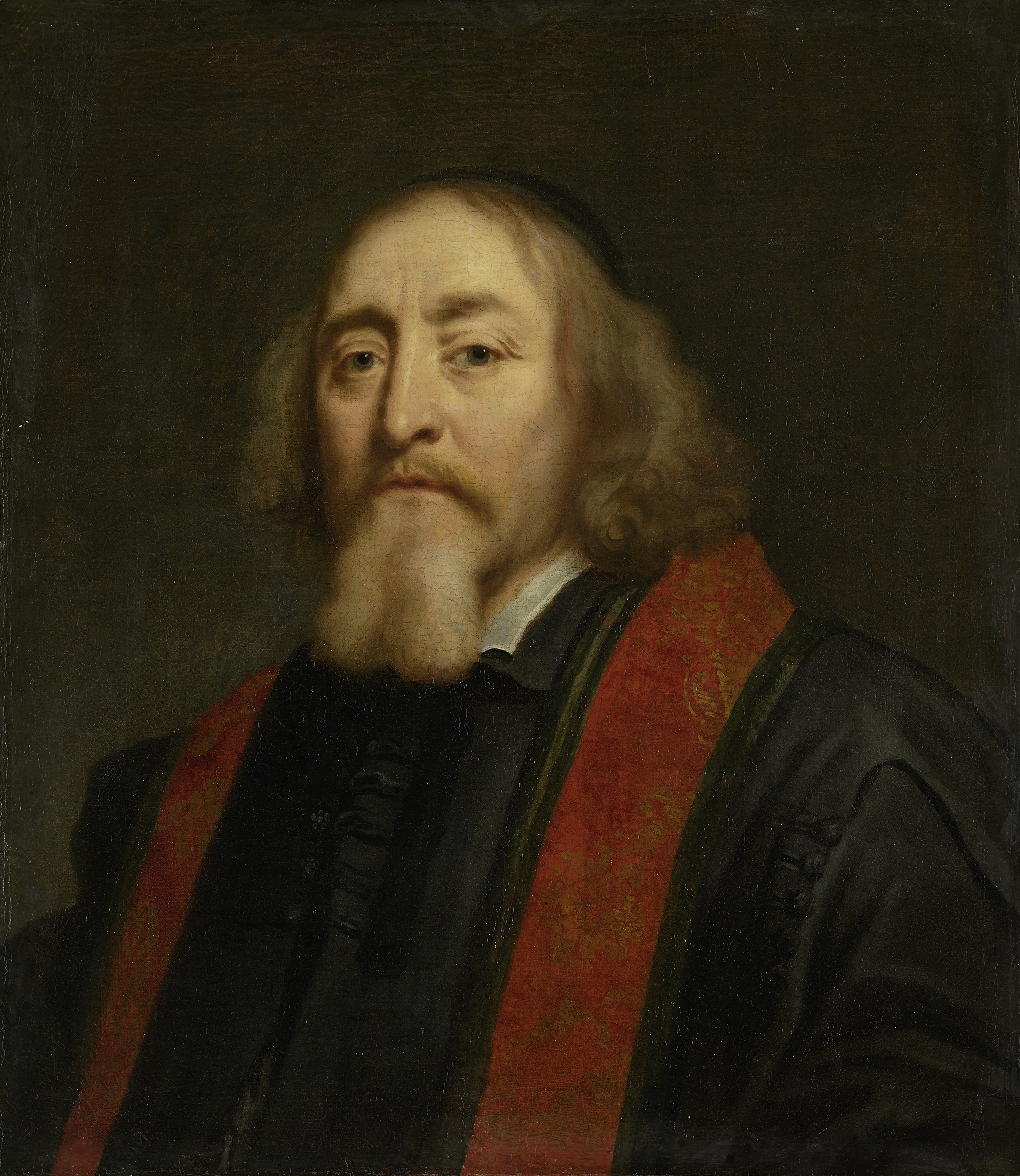
Der Namensgeber auf einem Bild von Jürgen Ovens

Das heutige Comenius-Gymnasium wurde 1908 als „Höhere Knabenschule“ auf Initiative des Heerdter Bürgermeisters Nikolaus Knopp gegründet, zu dessen Bürgermeisterei zu diesem Zeitpunkt auch die Gemeinden Oberkassel, Niederkassel und Lörick gehörten.
Nach dem Bau der ersten Oberkasseler Brücke expandierte der Ortsteil stark und die Schul-Neugründung erfolgte auch im Vorgriff auf die 1909 anstehende Eingemeindung der heutigen linksrheinischen Stadtteile nach Düsseldorf. Die Höhere Knabenschule lag zunächst in der Roonstraße 9, der heutigen Sonderburgstraße, im Nachbarhaus des ein Jahr zuvor auf ähnliche Weise entstandenen späteren Cecilien-Gymnasiums für Mädchen an der Hausnummer 11, mit dem man sich Pausen- und Sportplatz im hinteren Grundstücksbereich teilte. Während das Cecilien-Gymnasium bereits 1910 in einen Neubau an der Wettiner Straße umzog und 1911 seinen heutigen Namen erhielt, verblieb die Höhere Knabenschule noch bis 1912 in den nun beiden, ihr zur Verfügung stehenden Gebäuden, die eigentlich Wohnhäuser waren. Da jedes Jahr eine Jahrgangsstufe hinzukam, konnte 1912 ein Neubau am Comeniusplatz nördlich der Luegallee bezogen werden.
Weiterhin führte das Gymnasium offiziell keinen Namen und wurde inoffiziell als Gymnasium am Comeniusplatz bezeichnet. Mehrere Initiativen, der Schule einen eigenen Namen zu geben, führten zu keinem Erfolg. Der Gründungsschulleiter Hans Mosler (1879–1970) hatte bereits in den 1920er Jahren eine Initiative unternommen, die von der Stadt nicht verfolgt wurde. Nach der Machtergreifung der Nationalsozialisten wollten diese ihrerseits Ende der 1930er Jahre die namenlose Schule nach einer ihrer Leitfiguren benennen und forderten den Schulleiter auf, Vorschläge einzureichen, was dieser jedoch, da ihn mit den Nationalsozialisten wenig verband, herauszögerte, auch mit dem Hinweis, man solle noch Namensbenennungen für die Helden zukünftiger Kriege freihalten.
In der Zeit des Nationalsozialismus konnte sich das Gymnasium relativ bedeckt halten, im Kollegium gab es relativ wenige aktive Nationalsozialisten, auch in der Schülerschaft war die Mitgliedschaft in Organisationen wie der Hitlerjugend im Vergleich zu anderen Schulen eher gering, so dass der Schulleiter teils unangenehme Fragen ob dieses Sachverhaltes gestellt bekam. Auch konnten relativ lange noch jüdische Schüler ihr Abitur ablegen.
Im Zweiten Weltkrieg wurde auf dem Turm des Schulgebäudes eine Flakbatterie errichtet. Zweimal wurde das Schulgebäude bei Luftangriffen auf Oberkassel schwer getroffen. Beim ersten wurde der Ostflügel des Gebäudes weitgehend zerstört, der Unterricht wurde auf die restlichen Räume und Kellerräume umverteilt. Anfang 1945 erfolgte ein zweiter, schwerer Bombentreffer. Der Schulbetrieb war allerdings kriegsbedingt Ende 1944 bereits eingestellt worden. Zeitweilig diente das Gebäude auch als Ausgabestelle für Lebensmittelkarten.
Nach Kriegsende wurde der Betrieb notdürftig Ende 1945 wieder aufgenommen. Da das Gebäude des Cecilien-Gymnasiums noch stärker zerstört war, wurde in den verbliebenen Räumen der Unterricht im Schichtbetrieb durchgeführt. 1954 wurde ein moderner Anbau eingeweiht, der die Raumnot etwas linderte, 1958 konnte das Cecilien-Gymnasium einen Neubau an der wenig entfernten Schorlemerstraße beziehen, womit der Schulbetrieb für beide Gymnasien wesentlich reibungsloser wurde. Erst Anfang der 1950er Jahre erhielt die Schule auch offiziell den Namen Comenius-Gymnasium, nachdem sie diesen zuvor nur indirekt nach dem Platz vor ihrer Tür innehatte.
1972 konnte das Comenius-Gymnasium in den heutigen Bau zwischen Hansaallee und Lütticher Straße umziehen und damit den Erfordernissen eines modernen Schulbetriebes besser entsprechen. Bereits über viele Jahre verfügte das Comenius-Gymnasium über einen Aufbauzweig, der auch Haupt- und Realschülern den Bildungsweg bis zum Abitur ermöglichte. Ebenfalls 1972 wurde die Koedukation eingeführt. Anfang der 1970er Jahre erfolgte auch der Übergang vom altsprachlichen zum neusprachlichen Gymnasium, Latein wurde als erste Fremdsprache durch Englisch abgelöst, auch Altgriechisch gab es zwar zunächst weiter als Fremdsprache, es kamen aber nun u. a. Französisch und Spanisch hinzu.

## Ergänzende Information
Seit 2022 ist der Fußweg, der an der Hansaallee beginnt und am Comenius-Gymnasium vorbeiführt, nach dem Gründungsrektor und langjährigen Schulleiter des Gymnasiums, Hans Mosler, benannt. Das Gymnasium verfügt an der Hansaallee über eine nahe gelegene Stadtbahnhaltestelle und an der Lütticher Straße über eine ebenfalls nahe gelegene Bushaltestelle mit jeweils mehreren Linien. Nach dem Abbruch des 1978 erbauten Rheinbahn-Verwaltungsgebäudes an der Hansaallee in der zweiten Hälfte der 2010er Jahre wurde die vormalige Stadtbahnhaltestelle „Rheinbahnhaus“ in „Comenius-Gymnasium“ umbenannt.